# Histoire de la Sicile grecque

Les principales cités grecques en Sicile et Grande-Grèce

Sauf précision contraire, les dates de cet article sont sous-entendues « avant l'ère commune » (AEC), c'est-à-dire « avant Jésus-Christ ».
 (septembre 2009).
Si vous disposez d'ouvrages ou d'articles de référence ou si vous connaissez des sites web de qualité traitant du thème abordé ici, merci de compléter l'article en donnant les références utiles à sa vérifiabilité et en les liant à la section « Notes et références ».
L'histoire de la Sicile grecque remonte à la fondation de la première colonie, celle de Naxos en 735 av. J.-C., fondée par les colons provenant de Chalcis menés par l'œciste Thuclès. Dès cette date, la Sicile entre pleinement dans l'histoire de la mer Méditerranée grecque. Au cours des années suivantes, c'est une succession d'installation de colons qui donnera naissance à l'histoire de la Sicile, en en déterminant la langue, la culture et l'art.
Catane et Léontinoï sont fondées en 729 av. J.-C. par les colons de Chalcis et de Naxos, les uns menés par Evarchos, les autres par Thuclès, Megara Hyblaea naît en 728 av. J.-C. grâce au Mégarien Lamis en même temps que les Chalcidiens et Cuméens conduits par Perièrès et Crataiménès fondent Zancle, Syracuse en 734 av. J.-C. par les corinthiens guidés par Archias, Géla en 688 av. J.-C. par Antiphémos et Entimos et des Rhodiens et des Crétois. 
Toute la côte orientale est ainsi colonisée par les Grecs, colonies qui elles-mêmes créeront d'autres colonies. Après Naxos, c'est l'exemple de Syracuse, la plus importante ville grecque de l'île qui fondera les colonies de Akrai (663 av. J.-C.), Casmènes (Années 640 av. J.-C.) et Camarina (-598 sous la conduite de Dascon et Ménécolos), de Zancle qui envoie Eucleides, Simos et Sacon créer Himère en -648, de Mégara Hyblaea dont  Pammylos fonde Sélinonte (-650), les Gélois Aristonoos et Pystilos Agrigente (Akragas) en 580 av. J.-C.

## Contacts pré-coloniaux
Des contacts entre les Grecs et les populations autochtones de Sicile sont attestés avant l'installation des premières colonies sur l'île durant la seconde moitié du VIIIe siècle av. J.-C. : des relations entre les Sicanes et des marchands grecs (d'abord des crétois et des eubéens, puis des chypriotes) sont attestées du XIIIe siècle av. J.-C. au XIe siècle av. J.-C. sur le site du Monte Dessueri, dans le sud de l'île, près de la future colonie de Gela, fondée en -689. Toutefois, ces contacts demeurent modestes. Ils cessent quasiment au début du XIe siècle av. J.-C., le monde grec traversant une période troublée à cette époque. Ils reprennent de plus belle au siècle suivant, notamment avec le commerce eubéen. C'est au IXe siècle av. J.-C. que les marchands grecs commencent à intensifier leur commerce maritime avec l'Italie, notamment la Sicile.

## Les motivations de la colonisation

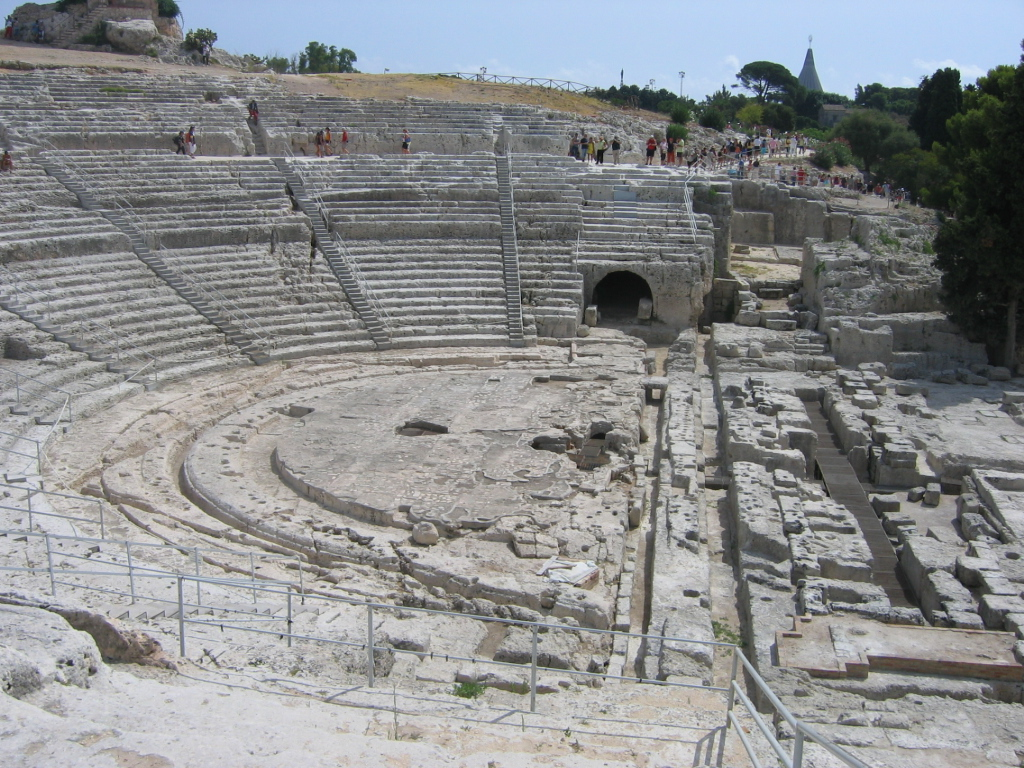
Théâtre grec de Syracuse

Selon l'historien grec Thucydide, les premières fondations de colonies sont l'œuvre d'« Aristoi », des aristocrates exclus des villes après les luttes intestines survenues au retour de la guerre de Troie. Le choix des premiers sites met en évidence une stratégie commerciale: Naxos, Messine, Reggio de Calabre, Catane et Syracuse sont tous des ports qui se trouvent le long des routes commerciales les plus importantes de l'époque et ils assurent une fonction de comptoirs et de contrôle.
Il est attesté que le détroit de Messine était une route commerciale, non seulement par le fait que les plus antiques colonies grecques en Sicile se situent toutes le long de la côte orientale de l'île, mais aussi du fait que celles-ci furent précédées dans la Grande-Grèce par la première colonie, la plus ancienne, celle de Cumes (environ -750), sur la côte tyrrhénienne de la Campanie.

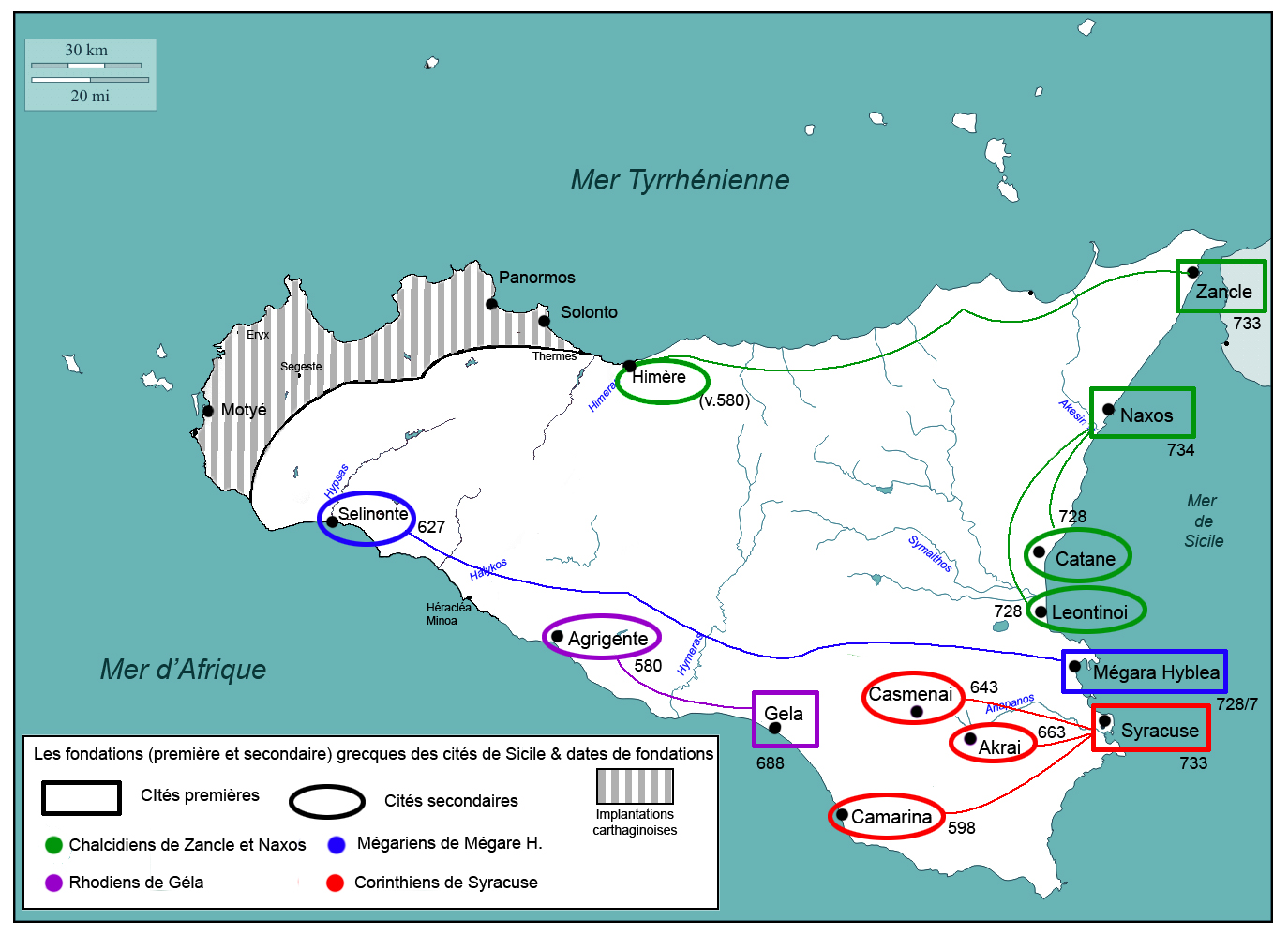
Les fondations (première et secondaire) grecques des cités de Sicile & dates de fondations

Cumes avait été précédée, quelques décennies auparavant, par l'« Emporion » de Pithécusses (Lacco Ameno, Ischia). À Ischia (Casamicciola - Castiglione) ont été retrouvés des fragments de céramiques mycéniennes (environ 1425-1300 av. J.-C.) ce qui constitue un témoignage d'une présence au cours de cette période.
Dans l'île voisine de Procida, à Vivara, des traces de l'âge du bronze ont été retrouvées caractérisées par de la céramique réalisée localement associée à des fragments de céramique mycénienne remontant à l'Helladique Récent I (environ 1580-1400 av. J.-C.) et des scories en fer qui se sont révélés, après analyses, provenant de l'île d'Elbe. Tout ceci témoigne que cette route maritime existait déjà dès la fin de l'époque mycénienne et était due à la nécessité des Grecs de s'approvisionner en métaux, en particulier le fer qu'ils allaient se procurer chez les seigneurs du fer (les Etrusques) en Toscane.
Pour autant, plus que la motivation commerciale, les historiens privilégient aujourd'hui la raison, non exclusive, démographique. Alors que la population des cités grecques s'accroit au risque de compromettre leur équilibre politique, la nécessité de trouver de nouvelles terres à cultiver pour des hommes ne pouvant devenir propriétaires en Grèce (cadets, bâtards, citoyens non aristocratiques…) se faire pressante. La faiblesse temporaire de la marine phénicienne et les progrès grecs dans ce domaine permettent aux cités d'explorer des contrées encore légendaires et méconnues.
Ainsi, les premiers colons sont des agriculteurs, qui choisissent des implantations côtières mais surtout près des plaines cultivables.
Les villes grecques d'où les colons provenaient, les metropolis ont généralement donné l'origine du nom des nouvelles villes ainsi fondées, les polis. Celles-ci, une fois consolidées, créaient des sous-colonies à but militaire ou commercial. Akre et Casmènes furent en effet les probables avant-postes militaires de Syracuse.

## Les rapports et les relations avec les peuples autochtones
Les rapports avec les populations non grecques, Sicanes, Sicules, et Élymes et tout particulièrement avec les Carthaginois, furent souvent très conflictuels, mais parfois, surtout initialement, marqués par l'évolution des stratégies.
En règle générale, seul le chef de l'expédition amenait sa femme avec lui ; tous les autres membres négociaient avec les autochtones ou recouraient au rapt des femmes. C'est en grande partie ceci qui déterminait des rapports conflictuels ou amicaux.

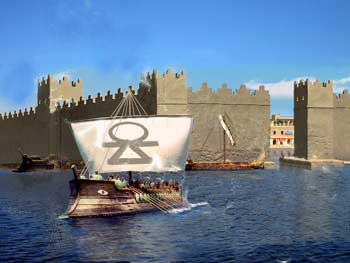
Reconstitution de l'entrée du cothon de Motyé.

Du point de vue commercial, la stratégie consistait à installer dans les villes siciliennes un noyau de Grecs qui s'occupait des acquisitions et des transactions commerciales. C'est ce qui doit s'être passé aussi, d'une certaine manière, avec les cités phéniciennes. Ainsi leur capitale, Motyé demeura sans défense pendant près de deux siècles : ses murailles ne furent construites qu'au VIe siècle av. J.-C. et couvrirent en partie la nécropole archaïque dont les tombes contenaient des fragments de céramique grecque du VIIe siècle av. J.-C. Tout ceci porte à croire que les rapports entre Phéniciens et Grecs étaient initialement pacifiques, et axés principalement sur le commerce. Il est très probable qu'une communauté de Grecs ait vécu de manière stable dans la ville elle-même, comme il est attesté par les historiens antiques qui, parlant de la destruction de Motyé par Denys de Syracuse, nous disent que le tyran, avant de se retirer de l'île dévastée et mise à sac, ne manqua pas d'exécuter les citoyens grecs de Motyé qui s'étaient rangés aux côtés des Phéniciens plutôt qu'avec leurs compatriotes, durant le siège.
À Grammichele et à Morgantina, aussi, il semble y avoir eu une communauté grecque originaire de Chalcis au cours du VIe siècle av. J.-C.
Aux alentours de l'an 500 av. J.-C., il semble que la région sicule ait été hellénisée jusqu'à Enna. 
Les Sicules se retrouvèrent rapidement dans une situation d'esclavage semblable à celle des Ilotes à Sparte : ils étaient liés à leur territoire sans toutefois avoir aucune possession, cultivant la terre au profit de la nouvelle aristocratie terrienne, tels les gamores de Syracuse. Selon Hérodote, on les désignait du terme de « killichirioi ».
La pression des nouvelles populations grecques a déterminé le déplacement des populations préexistantes (les Sicules et les Sicanes) toujours plus à l'intérieur des terres ; contraintes à abandonner la côte, elles devinrent souvent un problème pour les nouvelles colonies. En effet, des affrontements survinrent fréquemment pour le contrôle des territoires, et devinrent par la suite des révoltes populaires.

## La période des premiers tyrans

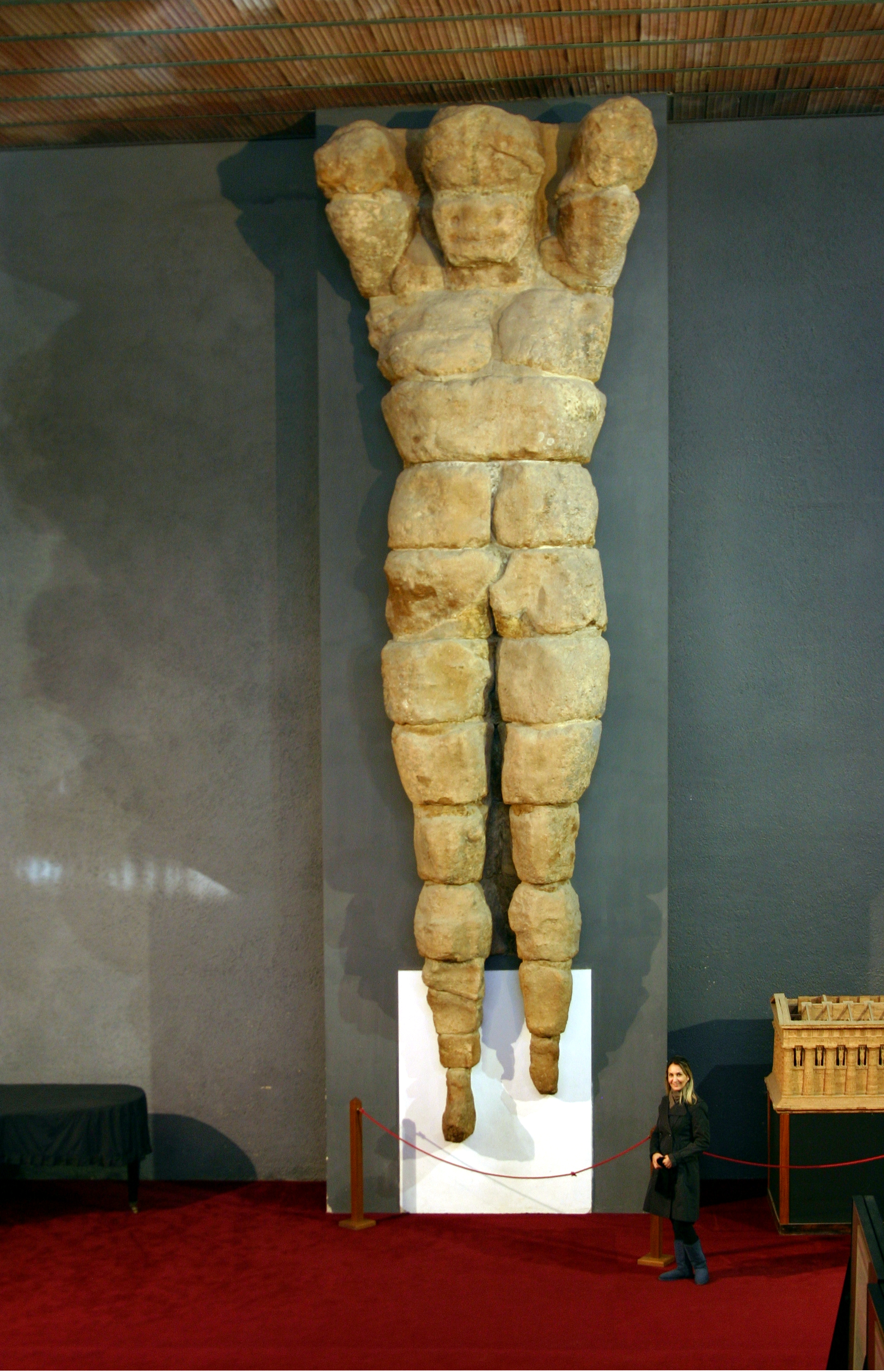
Télamon de l'Olympeion

Le VIe siècle av. J.-C. fut pour la Sicile une période de prospérité et de croissance démographique, accompagnées de conflits sociaux dans les villes et entre les populations locales et les Grecs. Certains individus en profitèrent et prirent le pouvoir en promouvant des politiques expansionnistes avec des méthodes despotiques et brutales.
En -570, Phalaris devint tyran d'Akragas; en -505, Marcus Aurelius Cléandre le devint à Gela ; il fut suivi par son frère Hippocrate. Ce dernier, lorsque son pouvoir fut affirmé, s'embarqua dans une campagne de conquête de la Sicile orientale : il annexa Zancle, Naxos et Leontines et leur imposa d'autres tyrans qui lui étaient fidèles.
Sa tentative de conquête de Syracuse ne réussit pas, mais grâce à un traité en 492 av. J.-C., il eut Camarina ; il lança ensuite une campagne contre les Sicules dans laquelle il trouva la mort.

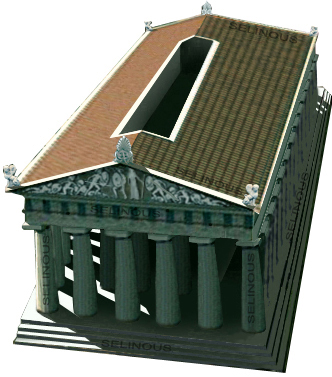
Temple de la Victoire, à Himère

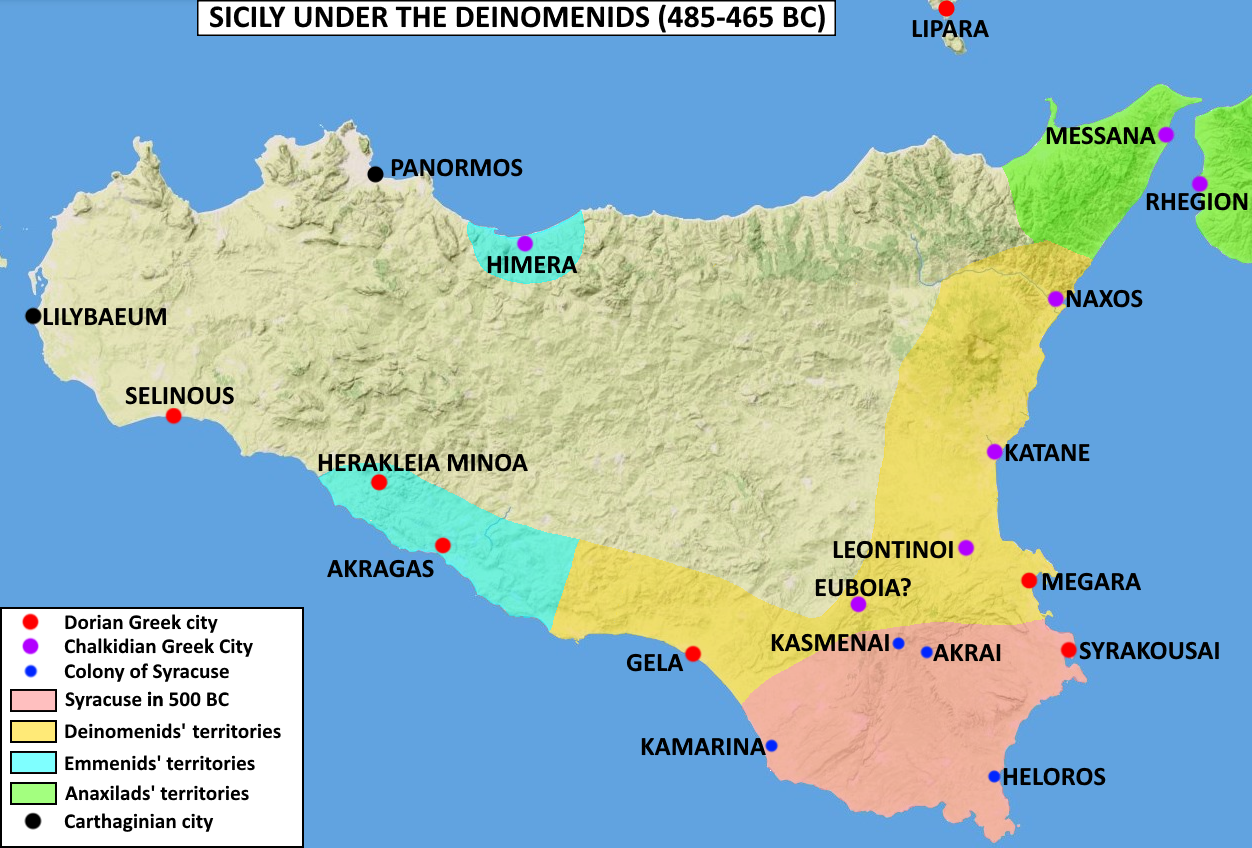
Sicile à l'époque des

Il fut suivi par Gélon en 491 av. J.-C., lequel s'installa à Syracuse après l'avoir conquise en 485 av. J.-C. ; il en fut le puissant tyran, laissant son frère Hiéron Ier à la tête de Gela. L'arrivée au pouvoir de Gélon à Syracuse détermina un renforcement de la présence grecque en Sicile. Celui-ci en effet conduisit une série de batailles visant à éloigner les pressions croissantes des Sicules et des Sicanes. En outre, il transforma Syracuse en une ville puissante, dotée d'une marine et d'une armée aguerries, en la repeuplant avec la population de Gela et en incorporant une partie des habitants de Megara Hyblaea vaincus. En seulement dix ans, Gélon devint l'homme le plus riche et le plus puissant du monde grec et grâce à son alliance avec Téron il eut le contrôle de la majeure partie de la Sicile grecque, excepté Sélinonte et Messine qui étaient sous le contrôle de Anaxilas de Reggio Calabria. Quand Terrillo d'Himère et Anaxilas demandèrent l'aide de Carthage, elle ne se fit pas prier et intervint. Gélon rassembla toutes les forces grecques de la Sicile : l'affrontement décisif eut lieu à Himère (Himera), au cours d'une fameuse bataille, en 480 av. J.-C. où Gélon grâce à son alliance avec Téron à Agrigente réussit à remporter une victoire historique : Hamilcar fut tué, ses navires brûlés et les Carthaginois vendus comme esclaves. En outre, Carthage eut de lourdes indemnisations à payer et - écrit Hérodote - dans le traité, Gélon ajouta qu'ils devraient renoncer aux sacrifices humains, particulièrement l'immolation des fils aînés.
En 476 av. J.-C., à la mort de Gélon, son frère Hiéron Ier lui succéda; dans la même année, Catane et Naxos vaincues, il en déporta les habitants à Lentini et refonda Catane avec le nom d'Etna, et la confia à son fils Dinomène (it) en la repeuplant avec des colons du Péloponnèse.
En 474 av. J.-C. en réponse à un appel à l'aide de la ville grecque de Cumes, ou peut-être pour s'opposer aux idées expansionnistes des Étrusques, il arma une puissante flotte et les vainquit au cours de la bataille de Cumes en Campanie.

## La période démocratique (466-405 av. J.-C.)
Les récits de Diodore de Sicile présentent un tableau noir des derniers tyrans : autant Thrasybule qui succéda à Hiéron Ier à Syracuse, que Thrasydée à Akragas furent définis comme « violents et criminels ». Ce fut leur despotique cruauté qui poussa aux révoltes et qui mit un terme à la première période de tyrannie en Sicile. Selon Aristote toutefois, ce furent surtout les luttes intestines des familles qui déterminèrent la chute des tyrans.
Le premier à être renversé fut Thrasydée d'Akragas, qui, après une lourde défaite contre Hiéron Ier à Syracuse, fut chassé et remplacé par un gouvernement démocratique.
Ce fut ensuite le tour de Thrasybule, défait par une coalition d'insurgés syracusains et de troupes sicules d'Akragas, Gela, Sélinonte et Himère.
Le seul à rester au pouvoir fut Dinomène (it) à Etna (Catane) jusqu'à ce qu'une coalition siculo-syracusaine contraignit la population à fuir et se réfugier sur les monts à l'est de Centuripe à Inessa rebaptisée Etna. En conséquence, Catane repris son ancien nom et fut repeuplée par les exilés chassés aux temps de Hiéron Ier ainsi que par des colons syracusains et sicules.
Durant cette même période, Messine se libéra du seigneur de Rhégion.
En 452 av. J.-C., un Sicule hellénisé du nom de Doukétios qui avait participé au siège d'Etna aux côtés des Syracusains, souleva un vaste mouvement de révolte nationaliste, une vraie ligue sicule. En partant de la ville autochtone de Mineo, il attaqua et détruisit Inessa-Etna et Morgantina et fonda quelques colonies à des points stratégiques afin de contrôler les territoires parmi lesquels Palikè dans les environs de l'ancien sanctuaire des Palicoi.
Vers 450 av. J.-C. pourtant, attaqué par les Syracusains, Ducetius fut lourdement battu et contraint d'aller en exil à Corinthe.
Il n'y resta que peu de temps: avec un petit groupe de Grecs du Péloponnèse il débarqua en Sicile et y fonda une ville, Kale Akte où il resta jusqu'à sa mort en 440 av. J.-C.. Durant les années qui suivirent, Syracuse parvint à soumettre presque tous les territoires qu'il avait précédemment « libérés ».

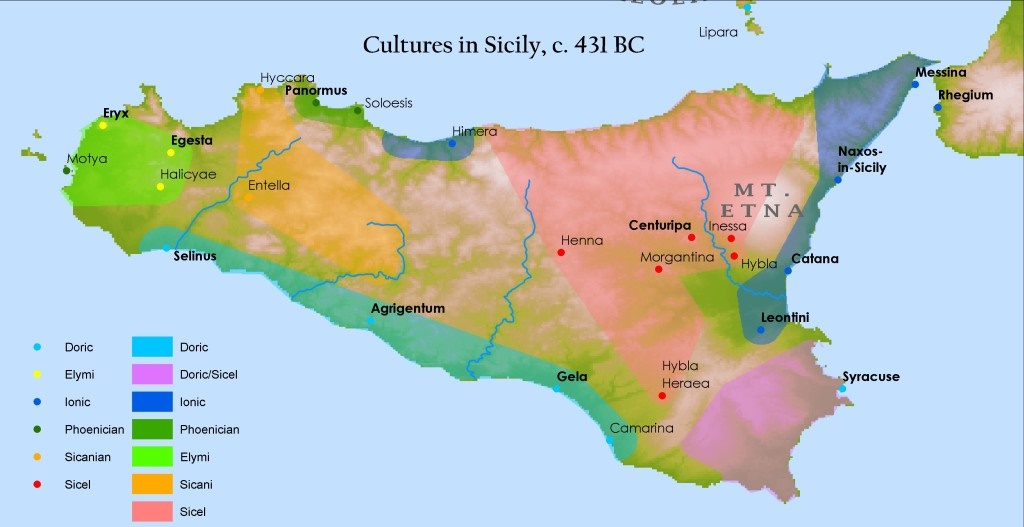
Cultures en Sicile vers 431

Dans le même temps, en Grèce (en 431 av. J.-C.) la guerre du Péloponnèse avait débuté mettant à contribution de manière importante les colonies siciliennes.
En 427 av. J.-C., lors de la guerre entre Lentini et Syracuse, des groupes de Sicules, ainsi que Catane, Naxos, Camarina furent de nouveau impliqués aux côtés de Lentini alors qu'Himère et Gela le furent aux côtés de Syracuse. Après trois ans, en 424 av. J.-C. un traité de paix fut signé avec le parrainage du syracusain Hermocrate, préoccupé par la présence de troupes athéniennes, celles-ci rentrèrent alors en Grèce.
En 422 av. J.-C. la guerre civile éclata à Lentini ce qui fournit un prétexte pour une nouvelle intervention de Syracuse; la ville fut rasée et le parti oligarchique vainqueur se déplaça à Syracuse.
Le conflit se déplaça dans la partie occidentale de l'île. En 416 av. J.-C., Sélinonte appuyée par Syracuse, et Ségeste qui, après que Carthage eut refusé de l'aider s'était adressée à Athènes, s'affrontèrent. En 415 av. J.-C., Athènes envoya Alcibiade avec une flotte de 250 navires et 25 000 hommes en renfort, mais l'expédition finit en désastre. Les renforts suivants, en 414 av. J.-C. et en 413 av. J.-C., commandés par Démosthène, ne réussirent pas à faire plier la coalition qui s'était entre-temps ralliée à Syracuse. À la fin de l'an 413 av. J.-C., les Athéniens étaient en déroute; 7 000 d'entre eux furent faits prisonniers et furent enfermés dans des caves de pierre où la majeure partie mourut; les survivants, marqués comme du bétail, furent vendus comme esclaves. Les commandants Démosthène et Nicias furent exécutés.
Syracuse fêta la victoire qui n'assura pas cependant la paix intérieure. Le gouvernement présidé par l'un des généraux, Dioclès, mit en œuvre une série de réformes sur le modèle athénien et un code de lois, favorisé par l'absence d'Hermocrate, occupé à commander une flotte venant en aide à Sparte.
En 410 av. J.-C. le conflit reprit et Sélinonte attaqua Ségeste. Une petite armée de mercenaires de Carthage lui vint en aide. L'année suivante, Hannibal débarqua avec une autre armée et conquit Sélinonte, la détruisant et massacrant ses habitants. Hannibal marcha ensuite vers Himère où il trouva Dioclès et l'armée de Syracuse. Après de puissants affrontements, les Syracusains se retirèrent et les habitants d'Himère fuirent, mais la moitié d'entre eux fut tuée. Hannibal rentra ensuite à Carthage.
Entre-temps Hermocrate, qui avait été destitué du commandement de la flotte de la Mer Égée, prit d'assaut les restes de Sélinonte et attaqua les villes tributaires de Carthage avec un petit contingent de fidèles et de mercenaires et une flotte de cinq navires.
En cette période, Syracuse était en plein chaos, Dioclès fut condamné à l'exil et Hermocrate, rentré avec l'espoir de régner à nouveau, fut tué. Au printemps de 406 av. J.-C., les Carthaginois revinrent avec une armée très puissante. Ils conquirent Agrigente (Akragas) qui fut saccagée et ses œuvres d'art pillées ; pendant sept mois les Syracusains se défendirent valeureusement sous le commandement du jeune Denys,
nommé commandant suprême.
Entre-temps, Gela tomba, suivie de Camarina. Denys réussit à conclure un traité qui mit fin à la guerre tout en délimitant les zones respectives d'influence et stipulant que les villes puniques, élymes et sicanes passaient sous le contrôle de Carthage. Les populations de Sélinonte, Akragas, Himère, Gela et Camarina étaient renvoyées dans leurs villes moyennant le paiement d'un tribut à Carthage et à condition de ne pas ériger de murailles. Lentini, Messine et les Sicules étaient libres et Denys pouvait gouverner Syracuse. C'est ainsi que se termina la parenthèse démocratique. La période historique de 405 av. J.-C. jusqu'à la conquête romaine fut dominée par les souverains de Syracuse.

## Denys l'Ancien

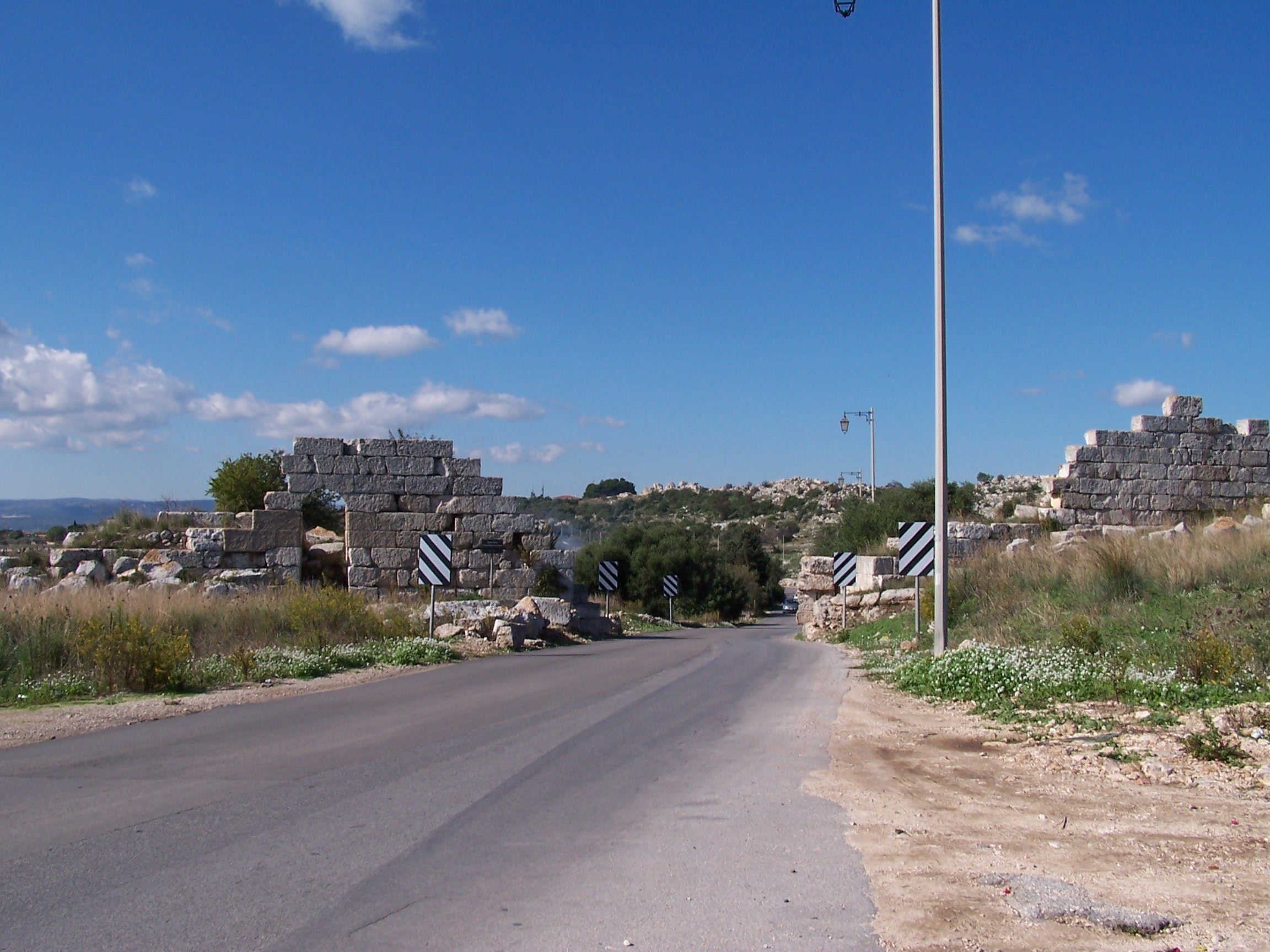
Murs denysiens à Syracuse

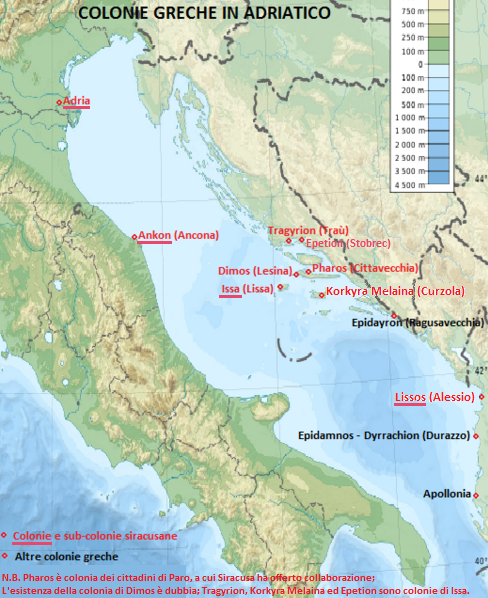
Colonies grecques en Adriatique

Denys prit le pouvoir et il régna sur tout le territoire de la Sicile jusqu'à Solonte, étendant sa puissante influence jusqu'au golfe de Tarente et pénétrant aussi dans le territoire étrusque, il attaqua et détruisit le port de Pyrgi (actuellement Santa Severa, frazione de Santa Marinella) et il pilla Cerveteri au cours de la campagne de 384. Déjà en 404 il avait dénoncé le traité avec Carthage, commençant à soumettre plusieurs colonies sicules et avançant jusqu'à Enna. Ensuite, il attaqua et détruisit Naxos et soumit Catane dont il déporta les habitants. Dans le même temps, il se consacra au renforcement de l'armée en adoptant des armes de nouvelle conception telles que les catapultes. Il construisit également une puissante flotte, dévastant de larges zones de forêt de l'Etna.
En 398, il débuta les hostilités contre Carthage. Mont Éryx se rendit tandis que Motyé après un an de siège fut détruite et ses habitants massacrés. Un an plus tard, en 396, les Carthaginois revenus en force, envahirent la quasi-totalité de la Sicile et détruisirent Messine menaçant Syracuse. Toutefois, il semble qu'en raison de la peste, ils durent faire la paix avec Denys et s'en retourner après avoir payé une grosse compensation. Messine fut repeuplée. Il y eut encore des guerres avec Carthage avec des victoires alternées jusqu'à la mort de Denys en 367. 

Son fils Denys le Jeune lui succéda. Celui-ci n'atteignit jamais le prestige de son père et le parti dirigé par Dion, le frère de l'épouse syracusaine de son père, lui était hostile. En 357, Dion, qui avait été exilé dix ans auparavant, se rendit à Héracléa Minoa avec un millier de mercenaires et il marcha sur Syracuse qui lui ouvrit la porte immédiatement et l'accueillit. Dix ans de luttes s'engagèrent ensuite au cours desquelles furent impliquées Lentini et d'autres villes qui contribuèrent à l'affaiblissement de l'empire syracusain en Sicile.

Une série d'assassinats s'ensuivit qui bouleversa la vie de Syracuse. Calippe devint tyran de Catane et Hicétas de Lentini. Au cours de cette période, il semble que Platon ait été impliqué du moins d'après Plutarque.

## Timoléon
En 346 Denys retourna à Syracuse, mais les connaissances de la période sont fragmentaires. Leptine avait pris le pouvoir à Apollonie (en) et Eugione, Mamerco avait pris place à Catane, Hikétas à Leontinoi, Nicodème à Centuripe, Apolloniade à Agira, Hippon à Zancle, et Andromachos à Taormine.  
Mais les désordres rendirent précaires les équilibres politiques. Hicetas exilé à Lentini demanda l'aide de Corinthe qui envoya une petite armée sous les ordres de Timoléon. Celle-ci débarqua à Taormina 344 et entama une campagne militaire victorieuse: en six ans, elle occupa toute la Sicile, les tyrans furent éliminés sauf à Taormina car Andromachus était son allié.
En 339, les Carthaginois débarquèrent le long de la rivière Krimisòs (it) (peut-être le fleuve Caldo, affluent du San Bartolomeo, près de Ségeste) et ils se procurèrent un énorme butin. Cette même année, Timoléon, âgé et peut-être aveugle, se retira. Il avait obtenu le grand résultat d'assurer un avenir plus sûr à la Sicile en restaurant la démocratie à Syracuse (d'après Diodore et Plutarque), mais le pouvoir réel était entre les mains du Conseil des 600. Syracuse et la Sicile connurent une nouvelle ère de développement et de prospérité. Akragas et Gela se développèrent à nouveau ainsi que l'arrière-pays, Camarina, Megara Hyblaea, Ségeste et Morgantina.

## La période hellénistique

### Agathocle de Syracuse
Le retrait de Timoléon de la scène politique conduisit rapidement à une autre période d'instabilité. Ce furent, pour la plupart, des conflits de classes entre l'oligarchie au pouvoir et le peuple de Syracuse. Des guerres éclatèrent aussi entre les villes ce qui ouvrit, en 317 la route du long règne d'Agathocle qui, au cours de ces guerres, eut un rôle important. La longue période, en Grèce et comme en Sicile, d'autonomie et d'autogestion des villes était finie et la monarchie hellénistique était née.
La prise de pouvoir d'Agathocle eut lieu à Syracuse après deux jours de soulèvement populaire, avec l'aide d'anciens combattants de Morgantina et d'autres villes de l'intérieur. 4 000 personnes de haut rang furent tuées et 6 000 autres exilées (d'après Diodore). À la fin, Agathocle fut élu unique commandant avec les pleins pouvoirs. Comme tous les démagogues, il promit l'annulation des dettes et la distribution des terres. Malgré le peu d'informations disponibles, il semble qu'Agathocle ait tenu ses promesses. La cruauté qui lui est attribuée semble avoir été dirigée uniquement contre la classe oligarchique et non à l'égard du peuple et de plus elle aurait été limitée à la prise de pouvoir (d'après Polybe). 
La Sicile prospéra de nouveau, mais la première décennie fut marquée par des conflits avec les oligarques d'Akragas, de Gela et de Messine soutenus par Carthage qui, en 311, envahit de nouveau la Sicile. Agathocle, assiégé dans Syracuse à la mi-août en 310, confia la défense de la ville à son frère Antander et s'embarqua avec 14 000 hommes et 60 navires pour envahir le Nord de l'Afrique. Il fit brûler les navires à l'arrivée, et établit son siège à Tynes la blanche, menaçant directement Carthage.
Hamilcar fut contraint de renvoyer une partie de ses hommes, il subit une lourde défaite et il fut capturé et torturé à mort, puis sa tête fut envoyée à Agathocle en Afrique. Pour attaquer, toutefois, Agathocle avait besoin de plus de troupes, il s'allia à Ophellas, un ancien fonctionnaire d'Alexandre le Grand, qui gouvernait la Cyrène. Il disposa ainsi de 10 000 fantassins et cavaliers supplémentaires dont il prit le commandement après le meurtre, pour des motifs inconnus, d'Ophellas. Avec ces troupes, il conquit Utica et Hippone, capturant une grande force navale comprenant des chantiers et ses bases mais il ne réussit pas à conquérir Carthage. Les nouvelles de soulèvements en Sicile en 307 le contraignirent à rentrer. De retour d'Afrique, en raison de l'épuisement des approvisionnements et de la détérioration du moral des troupes, en 306, la paix fut signée. Carthage conservait Héracléa Minoa, Solunte, Ségeste et Sélinonte, mais renonçait à son programme d'expansion.
Ce fut alors qu'il prit le titre de roi de Sicile, s'adaptant au nouvel usage hellénistique ; pas de changement réel, seul un changement de statut dans le cadre des relations en « politique extérieure ». Il se consacra à étendre son royaume en Italie, il conquit Leucade et Corfou pour la donner en dot à sa fille quand elle épousa Pyrrhus Ier, le roi d'Épire. Puis il prit pour troisième épouse, la fille de Ptolémée d'Égypte. Sous son long règne, la Sicile prospéra et les traces archéologiques en témoignent. À soixante-deux ans, en 289, il fut assassiné en raison des rivalités familiales pour sa succession, mais après sa mort, tout s'effondra rapidement par suite de l'anarchie et des troubles qui s'ensuivirent.
Parmi les nombreuses luttes, il convient de rappeler celle qui opposa les citoyens de Syracuse et un groupe de mercenaires italiques appelés Mamertins. Pour les persuader de quitter les lieux, ils leur offrirent le port de Messine dont ils s'emparèrent avant de massacrer la population masculine et de séparer les femmes des enfants. Ils se rendirent rapidement responsables de raids sur le territoire et ils devinrent un danger constant. Camarina et Gela furent aussi attaquées. En 282, profitant de cette situation, Finzia, tyran d'Akragas détruisit définitivement Gela et il déporta la population à Licata qu'il reconstruisit dans un style grec avec des murs, des temples et une agora. Deux ans plus tard, Syracuse attaqua et vainquit Akragas puis réalisa des raids sur le territoire ce qui provoqua une nouvelle invasion des Carthaginois.
En 280, Pyrrhus Ier le roi des Molosses en Épire, après avoir battu les Romains à la suite de l'appel de Tarente, répondit à celui qui provenait des villes siciliennes. En 278, armé de 200 navires et de nombreuses troupes, il débarqua à Taormina, accueilli par le tyran Tindarione. En deux ans, il chassa les Mamertins et il nettoya l'île des Carthaginois. Il échoua lors du siège de Lilibeo, la place forte maritime des Carthaginois, mais rapidement, il dut retourner en Italie.

### Hiéron II
En 269, Hiéron II prit le pouvoir à Syracuse et il conclut un accord avec les Carthaginois. Il lança une attaque contre les Mamertins, mais il ne put prendre Messine parce que Carthage, soucieuse de la puissance syracusaine, ne l'y autorisa pas. Hiéron souhaitait se faire proclamer roi, il le devint pendant 45 ans jusqu'à sa mort en 215. Il établit sa résidence dans le palais fortifié d'Ortigia et il gouverna de manière différente de ses prédécesseurs: il ne poursuivit pas la politique expansionniste mais il se soucia particulièrement des relations commerciales sur le marché méditerranéen et égyptien. L'extension maximale de son royaume couvrait la Sicile orientale de Taormina à Noto. Sa politique étrangère prévoyait une alliance avec Carthage, mais très vite il se rendit compte que l'astre émergent était Rome. Ainsi, en 263, il signa un traité avec cette dernière et il lui resta fidèle jusqu'à la fin, épargnant à ses sujets et ses alliés les terribles conséquences de la première guerre punique. En fait depuis plusieurs années déjà, les troupes romaines avaient infligé de sévères coups aux villes de la Sicile occidentale.